# Steen Lerche Olsen
Steen Lerche Olsen (Copenaghen, 17 giugno 1886 – Copenaghen, 5 maggio 1960) è stato un ginnasta danese.

## Palmarès

### Olimpiadi
- 2 medaglie:
  - 1 oro (Anversa 1920 nel concorso libero a squadre)
  - 1 bronzo (Stoccolma 1912 nel concorso libero a squadre)